# Loop (geluid)

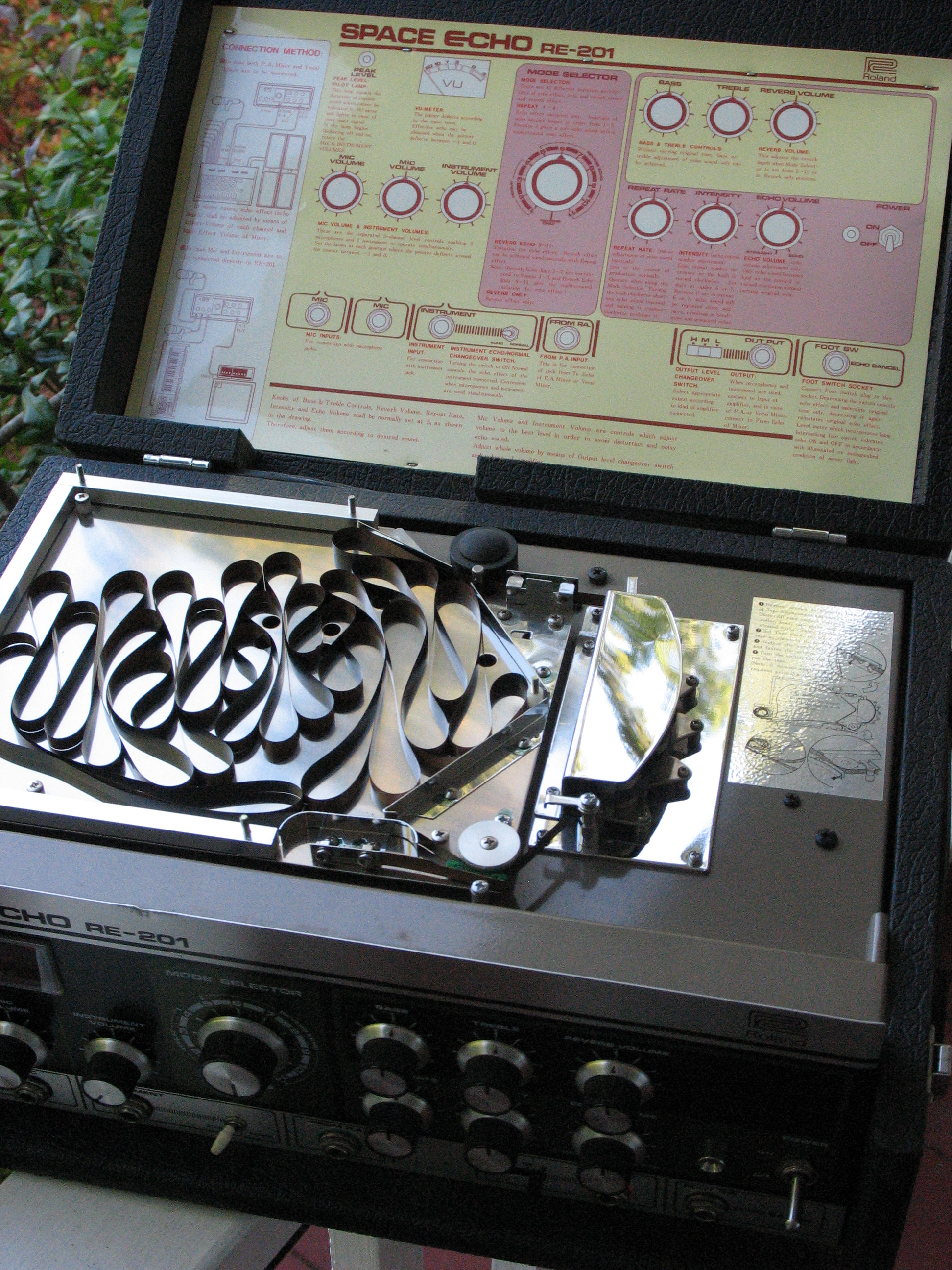
Roland RE-201 Space Echo, een tape-loop-apparaat

Een loop is een kort geluidsfragment dat meerdere malen herhaald wordt. Bij het langdurig herhalen van het geluidsfragment wordt de loop een ritme. Na verloop van tijd kunnen er verschuivingen ontstaan die niet werkelijk plaatsvinden maar waarbij er voor het gehoor veranderingen optreden: geluiden op de voorgrond verschuiven naar de achtergrond en het lijkt net alsof er nieuwe geluiden opkomen. Ook kan het begin- en eindpunt van een geluidsfragment voor het gehoor verschuiven waardoor het net lijkt alsof de loop verandert.
Er zijn verschillende methoden om loops te maken: tape loop, delay, een sampler, draaitafel en op de computer. Bijna alle muzieksoftware heeft eenvoudige mogelijkheden om geluidsfragmenten te selecteren en te laten herhalen.

## Tape loop
Een tape loop is een kort stukje magneetband (tape van een bandrecorder of een cassettebandje) dat aan elkaar geplakt is om hiermee een repeterend geluid te creëren. De tape loop werd vooral gebruikt in de minimal music en is de voorloper van de sample.

## Sample
In de context van digitale muziekinstrumenten betekent het woord sample een fragment gedigitaliseerde muziek (zie bijvoorbeeld Amen break). Het fragment is langer dan een signaalmonster bij digitalisatie, zoals hiervoor gedefinieerd, en het beschrijft een karakteristiek stukje geluid. Samples worden gebruikt in diverse digitale muziekinstrumenten zoals samplers en romplers.

## Trivia
In 1998 bracht het Amerikaanse label RRRecords de LP RRR500 uit met daarop 500 gesloten groeven van 500 verschillende artiesten/groepen. Een gesloten groef is een geluidsspoor op een LP dat in plaats van een spiraal in een cirkel gesneden is waardoor de naald van de draaitafel steeds weer na 1,8 seconde op het hetzelfde punt uitkomt en het geluid herhaald wordt.
Op de Amsterdamse vrije radiozender Radio Patapoe werden er jarenlang 's nachts loops uitgezonden door de naald van de draaitafel vast te zetten waardoor steeds dezelfde groef urenlang non-stop herhaald werd.